# Epigonus telescopus
L'Epigonus telescopus, noto in italiano come re di triglie nero è un pesce abissale della famiglia Epigonidae.

## Distribuzione e habitat
È diffuso nel mar Mediterraneo e nell'Oceano Atlantico orientale dalle acque del Nord Europa a quelle del Sudafrica, segnalato anche in altri bacini ma non è certo se siano o meno appartenenti a questa specie. Nei mari italiani è apparentemente raro ma in realtà potrebbe essere comune in ambienti molto profondi. 

È una specie di acque profonde che si trova fino ad oltre 1000 metri di fondale. Ha abitudini demersali e nuota a piccola distanza dal fondale. 

## Descrizione
Ha corpo fusiforme abbastanza slanciato con un occhio molto grande e rotondo. La bocca è grande ed arriva all'incirca al centro dell'occhio. Le pinne dorsali sono due, distanti; la prima ha 7 raggi spinosi, la seconda, più lunga, ne ha da 9 a 12 di cui il primo spiniforme e molto breve. La pinna anale è lunga all'incirca come la seconda dorsale ed è inserita più indietro. La pinna caudale è biloba. Le scaglie sono grandi e si staccano facilmente; sono presenti anche sulla testa e sulle pinne impari. Sull'opercolo branchiale sono presenti due piccole spine. È molto simile al re di triglie bruno.

Il colore dell'animale morto è marrone o nero violaceo con punti marroni sull'opercolo branchiale. Quando è vivo sembra che il colore sia rossiccio o violaceo ma è stato osservato pochissime volte. La bocca internamente ha un colore nero intenso. L'occhio è argentato con l'iride verde.

La lunghezza media è di circa 15 cm, talvolta può raggiungere i 60 cm.

## Alimentazione
È predatore e si ciba di crostacei e pesci.

## Riproduzione
Sembra che questa specie sia ermafroditismo.

## Pesca
Si cattura con le reti a strascico e con i palamiti.

## Specie affini
Epigonus constanciae (Giglioli, 1880) o re di triglie spinoso è simile, se ne distingue per la spina pungente presente sull'opercolo, per il colore più chiaro, bruno giallastro e l'occhio ovale. È presente nel Mediterraneo, comprese le acque italiane e nell'Oceano Atlantico orientale. Vive in acque profonde fino ad 800 m ed è più bentonico rispetto ad E. telescopus..